# Gonzalo Malán
Gonzalo Daniel Malán Arenas (Nueva Helvecia, Uruguay; 8 de abril de 1988) es un futbolista uruguayo que juega como delantero. Actualmente se encuentra libre.
Su hermano Cristian Malán también es futbolista. Actualmente juega en un club de fútbol italiano con sede en la ciudad de Prato, la Associazione Calcio Prato.

## Trayectoria
El 11 de agosto de 2016, debutó a nivel internacional, fue en el primer partido de la historia de Plaza Colonia en una copa internacional, jugó los 90 minutos contra Blooming en el partido de ida de la Copa Sudamericana 2016, pero perdieron 1 a 0.
El 12 de diciembre firmó contrato con Birkirkara Football Club, club de Malta.

## Estadísticas
Actualizado al último partido el 2 de septiembre de 2017.
| Sud América · Uruguay | 2.ª           | 2011/12       | 11  | 4  | -  | -  | -  | -  | 11  | 4  |
| Sud América · Uruguay | Total club    | Total club    | 11  | 4  | 0  | 0  | 0  | 0  | 11  | 4  |
| Rentistas · Uruguay | 1.ª           | 2011/12       | 7   | 0  | -  | -  | -  | -  | 7   | 0  |
| Rentistas · Uruguay | Total club    | Total club    | 7   | 0  | 0  | 0  | 0  | 0  | 7   | 0  |
| Alvarado Argentina | 3.ª           | 2012/13       | 7   | 0  | 2  | 1  | -  | -  | 9   | 1  |
| Alvarado Argentina | Total club    | Total club    | 7   | 0  | 2  | 1  | 0  | 0  | 9   | 1  |
| Sud América · Uruguay |               |               |     |    |    |    |    |    |     |    |
| 2.ª | 2012/13       | 12            | 2   | -  | -  | -  | -  | 12 | 2   |    |
| 1.ª | 2013/14       | 14            | 2   | -  | -  | -  | -  | 14 | 2   |    |
| 1.ª | 2015/16       | 7             | 0   | -  | -  | -  | -  | 7  | 0   |    |
| Total club | Total club    | 33            | 4   | 0  | 0  | 0  | 0  | 33 | 4   |    |
| Rampla Juniors · Uruguay | 1.ª           | 2014/15       | 11  | 7  | -  | -  | -  | -  | 11  | 7  |
| Rampla Juniors · Uruguay | Total club    | Total club    | 11  | 7  | 0  | 0  | 0  | 0  | 11  | 7  |
| Antofagasta · Chile | 1.ª           | 2014/15       | 7   | 1  | 2  | 0  | -  | -  | 9   | 1  |
| Antofagasta · Chile | Total club    | Total club    | 7   | 1  | 2  | 0  | 0  | 0  | 9   | 1  |
| Santiago Morning · Chile | 2.ª           | 2015/16       | 10  | 2  | 2  | 0  | -  | -  | 12  | 2  |
| Santiago Morning · Chile | Total club    | Total club    | 10  | 2  | 2  | 0  | 0  | 0  | 12  | 2  |
| Plaza Colonia · Uruguay | 1.ª           | 2016          | 10  | 3  | -  | -  | 2  | 0  | 12  | 3  |
| Plaza Colonia · Uruguay | Total club    | Total club    | 10  | 3  | 0  | 0  | 2  | 0  | 12  | 3  |
| Birkirkara Malta | 1.ª           | 2016/17       | 13  | 3  | -  | -  | -  | -  | 13  | 3  |
| Birkirkara Malta | Total club    | Total club    | 13  | 3  | 0  | 0  | 0  | 0  | 13  | 3  |
| Juventud · Uruguay | 1.ª           | 2017          | 2   | 1  | -  | -  | -  | -  | 2   | 1  |
| Juventud · Uruguay | Total club    | Total club    | 2   | 1  | 0  | 0  | 0  | 0  | 2   | 1  |
| Atlético Venezuela · Venezuela | 1.ª           | 2018          | ??  | ?? | ?? | ?? | ?? | ?? | ??  | ?? |
| Atlético Venezuela · Venezuela | Total club    | Total club    | ??  | ?? | ?? | ?? | ?? | ?? | ??  | ?? |
| Total carrera | Total carrera | Total carrera | 111 | 25 | 6  | 1  | 2  | 0  | 119 | 26 |
| (1)Incluidos los datos de la Copa Argentina (2012-13) y Copa Chile (2014-15, 2015-16) (2)Incluidos los datos de la Copa Sudamericana (2016) |               |               |     |    |    |    |    |    |     |    |